# Annika Hoydal
Annika Hoydal (Tórshavn, 1945. november 19. –) feröeri énekes, dalszerző és színésznő.

## Pályafutása
Feröeren született, és néhány Dél-Amerikában töltött évet leszámítva itt is nőtt fel. Jelenleg Koppenhágában él, de mindig kapcsolatban maradt szülőföldjével. Számos szólóalbumot jelentetett meg mind dán, mind feröeri nyelven. Dalszövegei mindig Feröerről származnak: feröeri írók műveit zenésíti meg, de leggyakrabban testvére, Gunnar Hoydal írja a verseket.

## Családja
Unokaöccse Høgni Hoydal politikus.